# Улица Балгимбаева
Улица Салтаната Балгимбаева (каз. Салтанат Балғымбаев көшесі) — одна из главных улиц исторического района Старый Гурьев в центральной части казахстанского города Атырау, проходит через кварталы сохранившейся дореволюционной застройки.
Улица начинается у неблагоустроенного участка берега реки Урал и проходит с севера на юг, пересекая улицы Афанасьева и Досымова, проспект Бейбарыса, улицы Казирета, Досмухамедова, Жансугурова, Шевченко и Жарбосынова. Заканчивается у пересечения с улицей Жангельдина около здания гостиницы River House.

## История
До революции улица называлась Большой и была одной из главных в уездном городе Гурьеве.
В советский период улица носила имя предводителя крестьянского восстания Емельяна Пугачёва. В период независимости Казахстана была переименована в честь уроженца Атырау Салтаната Балгимбаева, заслуженного геологоразведчика Казахской ССР (точный год переименования не установлен).

## Застройка
- дом 38 — здание Общества охотников и рыболовов[4]
- дом 42 —  памятник архитектуры двухэтажное здание, бывшая торгово-жилая усадьба (начало XX в.)[5]
- дом 61 —  памятник архитектуры здание штаба Гражданской обороны, где в 1920 году размещался первый Революционный комитет, ранее — торгово-жилая усадьба (конец XIX в. — начало XX в.)[5]

## Транспорт
По улице Балгимбаева движения общественного транспорта нет. Ближайшие автобусные остановки расположены на улице Пушкина, проходящей параллельно улице Балгимбаева в 250 метрах к западу от неё.